# Hoplothrips fungi
Hoplothrips fungi är en insektsart som först beskrevs av Zetterstedt 1828.  Hoplothrips fungi ingår i släktet Hoplothrips, och familjen rörtripsar. Arten är reproducerande i Sverige.